# Технопарк (станція метро, Москва)
55°41′42″ пн. ш. 37°39′51″ сх. д. / 55.69500° пн. ш. 37.66417° сх. д.
«Технопарк» (рос. Технопарк) — проміжна станція Замоскворіцької лінії Московського метрополітену. Розташована між станціями «Автозаводська» і «Коломенська», на «півострові» на захід від Нагатінської заплави. Відкрита  28 грудня 2015 року. 12 листопада 2022 — 9 травня 2023 була  закрита через реконструкцію тунелю на дистанції «Царицино» – «Кантемировська».
У кроковій досяжності знаходиться торгово-розважальний комплекс «Острів мрії».

## Історія
Дільниця перегону «Автозаводська»—«Коломенська» між кінцями перехідної кривої в плані (ПК 079 + 53) і вертикальної кривої в поздовжньому профілі (ПК 081 + 13) була передбачена для розміщення додаткової станції раніше, при проектуванні Замоскворецької лінії на зазначеному перегоні. Подовження платформ відповідно до діючих норм проектування зумовило їх розташування на перехідній кривій на ділянці близько 4 м. Станція розташована на поздовжньому ухилі 3 ‰ з підвищенням в сторону станції «Коломенська».
Заділ для спорудження станції у вигляді прямої горизонтальної ділянки колій був залишений на перегоні при його будівництві для перспективної станції «Парк імені 60-річчя Жовтня», яка так і не була збудована через відсутність необхідності — житлової забудови навколо не було, організації та підприємства, в тому місці теж майже відсутні.
Необхідність у станції виникла лише в середині 2000-х років, коли в районі Нагатінської заплави, на частині колишньої території заводу ЗІЛ, почалося зведення технопарку «Nagatino i-Land», який буде включати в себе бізнес-центр, готель, торговий центр і ряд розважальних закладів.

## Технічна характеристика
Конструкція станції — наземна закрита з двома прямими береговими платформами.

## Колійний розвиток
Станція без колійного розвитку.

## Пересадки
- Автобуси: 47, 156, 299, 608, 670, 901, т67, н13